# Anna Sher
Pour les articles homonymes, voir Sher.
Anna Amelia Sher est une phytoécologiste américaine qui est professeure à l'université de Denver. Elle travaille sur la conservation et la restauration des zones envahies par Tamarix. Elle est l'auteure de deux manuels, Ecology:Concepts and Applications et Introduction to conservation biology.

## Formation
Sher était une étudiante de premier cycle à Earlham College, où elle s'est spécialisée en biologie et en art,  et a d'abord été initiée aux plantes envahissantes, intérêt qu'elle attribue au professeur de biologie Brent Smith. Elle a déménagé à l'Université du Nouveau-Mexique pour des études supérieures, où elle a travaillé sous la supervision de Diane Marshall. Sa recherche doctorale, intitulée « Seedling ecology of competing riparian trees : native cottonwood (Populus deltoides subsp wislizenii) and invasive salt cedar (Tamarix ramosissima) », portait sur l'écologie des arbres riverains concurrents : le peuplier et le cèdre salé envahissant (Tamarix).  Elle a effectué des travaux sur le terrain au Refuge faunique national de Bosque del Apache au Nouveau-Mexique. Après avoir obtenu son doctorat, Sher s'est rendue à l'Université Ben Gourion du Néguev, où elle a été soutenue par une bourse du Programme Fulbright. À son retour aux États-Unis, Sher a rejoint l'Université de Californie à Davis en tant que chercheuse postdoctorale étudiant les graminées invasives. 

## Recherche et carrière
En 2003, Sher a déménagé à Denver où elle a été nommée professeur à l'Université de Denver et directrice de la recherche aux jardins botaniques de Denver (en). 
Les recherches de Sher portent sur la préservation et la protection et la conservation de l'environnement, l'écologie des plantes envahissantes et les moyens de restaurer les écosystèmes endommagés. Elle a étudié en profondeur le Tamarix, une espèce d'arbre exotique envahissante d'Amérique de l'Ouest. 

## Récompenses et honneurs
- 2020 Prix du chercheur distingué de l'Université de Denver[5]
- 2020 Prix de la femme exceptionnelle Robin Morgan[6]

## Publications (sélection)

### Livres
- Manuel C., Jr. Molles, Anna A. Sher et Anna Sher, Ecology : concepts and applications, New York, NY, 8, 2019 (ISBN 978-1-259-88005-6, OCLC 1010579815, lire en ligne)
- Richard B. Primack, Anna A. Sher et Anna Sher, Introduction to conservation biology, Sunderland, MA, U.S.A., 2016 (ISBN 978-1-60535-473-6, OCLC 938396290, lire en ligne)

### Articles
- (en) Peter Chesson, Renate L E Gebauer, Susan Schwinning, Nancy Huntly, Kerstin Wiegand, Morgan Ernest, Anna Sher, Ariel Novoplansky et Jake F Weltzin, « Resource pulses, species interactions, and diversity maintenance in arid and semi-arid environments », Oecologia, Springer Science+Business Media, vol. 141, no 2,‎ 7 avril 2004, p. 236-253 (ISSN 0029-8549 et 1432-1939, PMID 15069635, DOI 10.1007/S00442-004-1551-1).
- (en) Anna A. Sher, Diane L. Marshall et Steven A. Gilbert, « Competition between Native Populus deltoides and Invasive Tamarix ramosissima and the Implications for Reestablishing Flooding Disturbance », Conservation Biology, États-Unis, Wiley-Blackwell, vol. 14, no 6,‎ 18 décembre 2000 et 7 juillet 2008, p. 1744-1754 (ISSN 0888-8892 et 1523-1739, OCLC 715539913, DOI 10.1111/J.1523-1739.2000.99306.X).

## Vie privée
Sher est membre de 500 Queer Scientists. Elle a été le premier membre de son département à effectuer son coming-out. Sher et son épouse Fran ont été le premier couple de Denver à s'unir civilement. Ensemble, elles ont un fils. 